# Голлинг-ан-дер-Эрлауф
Голлинг-ан-дер-Эрлауф (нем. Golling an der Erlauf) — ярмарочная коммуна (нем. Marktgemeinde) в Австрии, в федеральной земле Нижняя Австрия. 
Входит в состав округа Мельк.  Население составляет 1553 человека (на 31 декабря 2005 года). Занимает площадь 2,71 км². Официальный код  —  31509.

## Политическая ситуация
Бургомистр коммуны — Теодор Фишер (СДПА) по результатам выборов 2005 года.
Совет представителей коммуны (нем. Gemeinderat) состоит из 19 мест.
- СДПА занимает 16 мест.
- Партия VPG занимает 2 места.
- АПС занимает 1 место.